# DiEM25
Democracy in Europe Movement 2025(略称:DiEM25)とは、2016年にヨーロッパ人のグループによって設立された汎ヨーロッパ政治運動および政党であり、ヤニス・バルファキスやスレチコ・ホーヴァット（英語: Srećko Horvat）も参加している。この運動は2016年2月9日にベルリンのフォルクスビューネで、及び同年3月23日にローマで行われたイベントから始まった。
アルテルモンディアリスム、ソーシャル・エコロジー、エコフェミニズム、ポスト成長、およびポスト資本主義を主に主張している。また、ユニバーサル・ベーシックインカムの実現にも積極的である。
DiEMという名前は「その日を摘め」(ラテン語: Carpe diem)から取られている。ヨーロッパの民主化達成という目標を強調するため、2025年を目標に全ヨーロッパ条約の代わりとなる民主憲法を起草するよう務めている。